# کنجی اوزاوا
کنجی اوزاوا (انگلیسی: Kenji Ozawa؛ زادهٔ ۱۴ آوریل ۱۹۶۸) موسیقی‌دان اهل ژاپن است.